# Сирентс
Сире́нтс (фр. Sierentz) — коммуна на северо-востоке Франции в регионе Гранд-Эст (бывший Эльзас — Шампань — Арденны — Лотарингия), департамент Верхний Рейн, округ Мюлуз, кантон Брёнстат. До марта 2015 года коммуна являлась административным центром одноимённого упразднённого кантона (округ Мюлуз).
Площадь коммуны — 13,22 км², население — 2647 человек (2006) с выраженной тенденцией к росту: 3244 человека (2012), плотность населения — 245,4 чел/км².

## Население
Численность населения коммуны в 2011 году составляла 3170 человек, а в 2012 году — 3244 человека.
| 1962 | 1968 | 1975 | 1982 | 1990 | 1999 | 2006 | 2008 | 2011 | 2012 |
| ---- | ---- | ---- | ---- | ---- | ---- | ---- | ---- | ---- | ---- |
| 1530 | 1633 | 1711 | 1666 | 2106 | 2442 | 2647 | 2686 | 3170 | 3244 |

Динамика населения:

## Экономика
В 2010 году из 1963 человек трудоспособного возраста (от 15 до 64 лет) 1608 были экономически активными, 355 — неактивными (показатель активности 81,9 %, в 1999 году — 74,5 %). Из 1608 активных трудоспособных жителей работали 1476 человек (771 мужчина и 705 женщин), 132 числились безработными (66 мужчин и 66 женщин). Среди 355 трудоспособных неактивных граждан 135 были учениками либо студентами, 109 — пенсионерами, а ещё 111 — были неактивны в силу других причин.
На протяжении 2011 года в коммуне числилось 1384 облагаемых налогом домохозяйства, в которых проживало 3057 человек. При этом медиана доходов составила 28475,5 евро на одного налогоплательщика.

## Достопримечательности (фотогалерея)

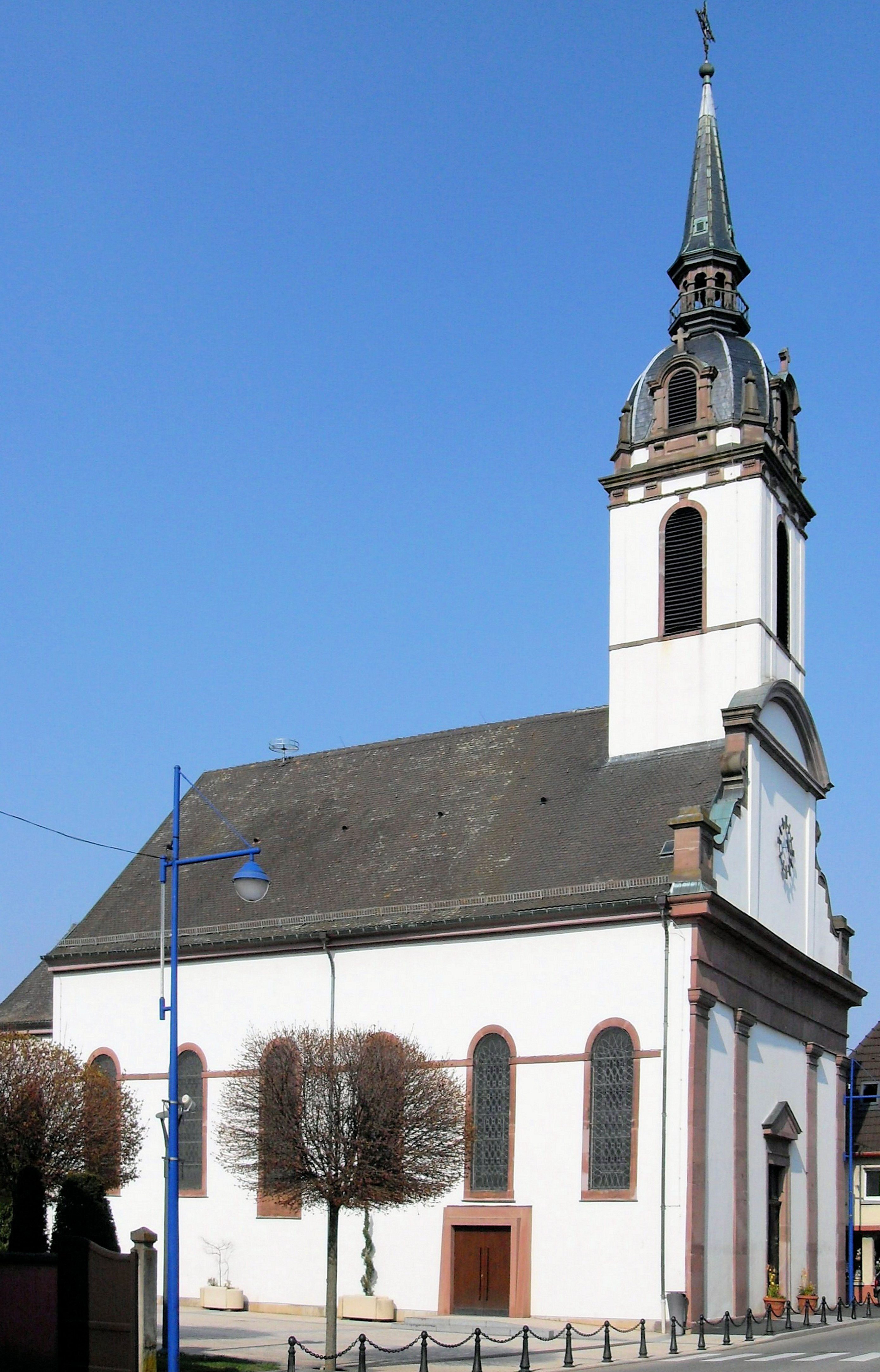
Церковь Сен-Мартен